# Pia Babnik
Pia Babnik, slovenska golfistka, * 2. januar 2004, Ljubljana.
Leta 2019 je osvojila amatersko žensko prvenstvo v golfu R&A, leta 2020 pa je pri šestnajstih letih začela tekmovati v evropski ženski seriji. Junija 2021 je dosegla prvo slovensko zmago v tem tekmovanju na igrišču Evian ob Ženevskem jezeru, s čimer se je uvrstila na Poletne olimpijske igre v Tokiu, kjer je dosegla 34. mesto. Leta 2022 je na turnirju The Chevron Championship osvojila tretje mesto, kar je prva uvrstitev med prvo trojico za Slovenijo na turnirjih major.